# Juan Merino
Juan Merino Ruiz (La Línea de la Concepción, Cádiz, España, 24 de agosto de 1970) es un exfutbolista y entrenador de fútbol español.

## Trayectoria

### Como jugador
Se formó en la cantera del Real Betis Balompié. Debutó en primera división con el Betis en el Camp Nou, con 19 años, el 11 de febrero de 1991. Ya había jugado su primer partido oficial con el primer equipo cinco días antes en la Copa del Rey frente al CD Logroñés. Desde entonces se asentó en el equipo donde jugó 12 temporadas, en las que vivió momentos importantes como una final de Copa del Rey, el tercer puesto en Liga y dos ascensos a Primera División, aunque también sufrió dos descensos a la Segunda División. Fueron un total de 315 partidos en liga (203 en Primera División y 112 en Segunda).
En la temporada 2002-2003 fichó por el Recreativo de Huelva, que había logrado ese año el ascenso a Primera División y donde jugaría cinco temporadas. 

### Como entrenador

#### Asistente en el Betis
Después de su retirada como jugador, fue segundo entrenador en el Real Betis Balompié, con Paco Chaparro, José María Nogués (2008/09) y Antonio Tapia (2009/10), de donde pasó a la secretaría técnica del equipo bético. 

#### Asistente en el Recreativo de Huelva
En la temporada 2010/11, trabajó como segundo entrenador del Recreativo de Huelva, junto al jugador exsevillista Pablo Alfaro (temporada 2010/11). Tras la destitución de Pablo Alfaro en la jornada 8 de la temporada 2010-11, Merino iba a ser ascendido a técnico del Recreativo, pero al final siguió como ayudante de Carlos Ríos debido a que no tenía el título de entrenador.

#### Xerez CD
En la temporada 2011-12, Merino se convirtió en entrenador del Xerez Club Deportivo, en Segunda División.
Pero el 4 de diciembre de 2011, el Xerez Club Deportivo lo destituyó por los malos resultados (el equipo marchaba 16º, a tres puntos del descenso), acabando con su andadura en el banquillo del conjunto jerezano.

#### Real Betis Balompié "B" y Real Betis
En junio de 2014, fue nombrado nuevo entrenador del Real Betis Balompié "B" para la siguiente temporada, le acompañó como segundo el también exfutbolista bético Jesús Capitán Prada. Seis meses después, se hizo cargo del primer equipo del Real Betis Balompié de forma provisional, tras el despido de Julio Velázquez. Dirigió al equipo en 4 partidos de Liga, obteniendo la victoria en todos ellos, y dos de Copa, perdiendo ambos, antes de ceder el banquillo a Pepe Mel y volver al filial verdiblanco. Tras poco más de un año, Pepe Mel fue cesado y Merino volvió a ser nombrado entrenador del Real Betis de forma provisional. Sin embargo, viendo los resultados que consiguió el equipo, terminó la temporada al frente del mismo, dejándolo en una solvente 10.ª posición (a 7 puntos de puestos europeos). Para la temporada siguiente, fue sustituido por Gustavo Poyet.

#### Gimnàstic de Tarragona
El 28 de diciembre de 2016, reemplazó a Vicente Moreno como técnico del Club Gimnàstic de Tarragona. Inicialmente logró enderezar el rumbo del conjunto grana y lo sacó de los puestos de descenso, pero una mala racha de 3 puntos de 15 posibles volvieron a arrastrar al equipo tarraconense a las últimas posiciones, lo que provocó su destitución el 20 de mayo de 2017.

#### Córdoba CF
El 18 de octubre de 2017, relevó a Luis Carrión en el banquillo del Córdoba Club de Fútbol. Obtuvo 3 empates y 4 derrotas en sus 7 partidos al frente del equipo franjiverde antes de ser despedido el 4 de diciembre de 2017.

#### UCAM Murcia CF
El 29 de abril de 2019, el UCAM Murcia Club de Fútbol del Grupo IV de la Segunda División B de España, hizo pública la contratación del entrenador hasta el final de temporada, tras la destitución de Pedro Munitis del conjunto murciano.

#### Real Betis Balompié
El 22 de junio de 2020, regresó al Real Betis Balompié para ser segundo entrenador de Alexis Trujillo, tras el cese de Rubi.

## Clubes

### Como jugador
| Club                 | País   | Año       | Partidos | Goles |
| -------------------- | ------ | --------- | -------- | ----- |
| Real Betis Balompié  | España | 1990-2002 | 315      | 13    |
| Recreativo de Huelva | España | 2002-2007 | 137      | 1     |

### Como entrenador
Actualizado al 20 de mayo de 2017
| Club                                      | País   | Año       | P   | PG | PE | PP | % v.   |
| ----------------------------------------- | ------ | --------- | --- | -- | -- | -- | ------ |
| Real Betis Balompié (segundo entrenador)  | España | 2008-2010 |     |    |    |    |        |
| Recreativo de Huelva (segundo entrenador) | España | 2010-2011 | 8   | 0  | 4  | 4  | 16.67% |
| Xerez Club Deportivo                      | España | 2011      | 17  | 4  | 5  | 8  | 33.33% |
| Real Betis Balompié "B"                   | España | 2014      | 14  | 7  | 1  | 6  | 52.38% |
| Real Betis Balompié                       | España | 2014      | 6   | 4  | 0  | 2  | 66.67% |
| Real Betis Balompié "B"                   | España | 2014-2016 | 40  | 11 | 9  | 20 | 35%    |
| Real Betis Balompié                       | España | 2016      | 20  | 6  | 7  | 7  | 41.67% |
| Club Gimnàstic de Tarragona               | España | 2017      | 20  | 6  | 9  | 5  | 45%    |
| Córdoba Club de Fútbol                    | España | 2017      | 7   | 0  | 3  | 4  | 14.29% |
| UCAM Murcia Club de Fútbol                | España | 2019      | 3   | 2  | 0  | 1  | 66.67% |
| Real Betis Balompié (segundo entrenador)  | España | 2020      |     |    |    |    |        |
| Total                                     | Total  | Total     | 135 | 40 | 38 | 57 | 39.01% |